# Benjamin Basso
Benjamin Basso (ur. 2 lipca 2001 w Odense) – duński żużlowiec.

## Kariera żużlowa
Basso został zakontraktowany przez Poole Pirates w sezonie 2021 SGB Championship jako następca Ondřeja Smetany, który nie mógł dołączyć do drużyny z powodu problemów z podróżą. Ten ruch przyczynił się do bardzo udanego sezonu dla Piratów, którzy zdobyli mistrzostwo ligi i Puchar Ligi Angielskiej. Reprezentował także drużynę Fjelsted w Danii.
W 2022 roku reprezentował drużynę Peterborough Panthers w rozgrywkach SGB Premiership oraz drużynę Glasgow Tigers w rozgrywkach SGB Championship. Transfer z Poole do Peterborough zdenerwował menadżerów zespołu Poole, Matta i Dana Fordów, ponieważ twierdzili, że pomagali Basso w uzyskaniu pozwolenia na pracę i zaaranżowali kontrakt uwzględniający zobowiązania wyścigowe Basso w Danii. Basso stwierdził jednak, że kolizje terminów były niemożliwe do opanowania. W 2022 roku zajął także 5. miejsce podczas SGP2. W tym roku startował dla Polonii Bydgoszcz w rozgrywkach I ligi. W lidze duńskiej jeździł dla SES, z którą zdobył złoty medal.
W 2023 roku ponownie podpisał kontrakt zarówno z Peterborough w SGB Premiership, jak i z Glasgow w SGB Championship, a także Polonii Bydgoszcz w I lidze, jak i w Danii z SES. 
W 2024 roku podpisał kontrakt z King's Lynn Stars i zdobył brązowy medal na Mistrzostwach Europy U-23. W lidze polskiej reprezentował Orła Łódź w Metalkas 2 Ekstralidze. W Danii jeździł dla Fjelsted.
W 2025 rywalizować będzie dla Wybrzeża Gdańsk w Krajowej Lidze Żużlowej, a także Fjelsted w lidze Duńskiej.

## Najważniejsze wyniki

### Mistrzostwa Świata
- Grand Prix 2023 - 23. miejsce
- Grand Prix Danii 2023 - 2. miejsce
- SGP2 2022 - 5. miejsce

### Mistrzostwa Europy
- Drużynowe Mistrzostwo Europy U23 - 2024

### Mistrzostwa Danii
- Młodzieżowe Indywidualne Mistrzostwo Danii - 2022